# Pedro Portocarrero y Aragón
Pedro Portocarrero Fernández de Córdoba y Aragón (? - Madrid, 27 de enero de 1679), VII conde de Medellín, fue un noble y hombre de estado español, sucesivamente presidente del Consejo de Órdenes y del Consejo de Indias. Fue también Caballerizo mayor de Carlos II.
| Predecesor: Duarte Fernández Álvarez de Toledo | Presidente del Consejo de Órdenes Septiembre de 1669 - julio de 1671 | Sucesor: Íñigo Melchor Fernández de Velasco |
| Predecesor: Francisco Ramos del Manzano        | Presidente del Consejo de Indias Julio de 1671 - enero de 1679 †     | Sucesor: Juan Francisco de la Cerda         |